# Lista de estádios da Major League Baseball
Esta é a lista de estádios da Major League Baseball, dos Estados Unidos. Atualmente a liga utiliza 30 estádios, sendo o mais antigo o Fenway Park, inaugurado em 1912, e o mais novo o Globe Life Field, inaugurado em 2020.

## Lista
| † | Estádio com teto fixo     |
| ‡ | Estádio com teto retrátil |

| Imagem | Nome                        | Capacidade | Localização                | Superfície       | Time                  | Inauguração | Distancia até o centro | Estilo                 | Tipo de teto |
| ------ | --------------------------- | ---------- | -------------------------- | ---------------- | --------------------- | ----------- | ---------------------- | ---------------------- | ------------ |
|        | American Family Field‡      | 41,900     | Milwaukee, Wisconsin       | Grama            | Milwaukee Brewers     | 2001        | 400 pés (122 m)        | Retro-moderno          | Retractable  |
|        | Angel Stadium               | 45,517     | Anaheim, California        | Grama            | Los Angeles Angels    | 1966        | 396 pés (121 m)        | Moderno Retro-moderno  | Open         |
|        | Busch Stadium               | 45,494     | St. Louis, Missouri        | Grama            | St. Louis Cardinals   | 2006        | 400 pés (122 m)        | Retro-clássico         | Open         |
|        | Chase Field‡                | 48,686     | Phoenix, Arizona           | Grama artificial | Arizona Diamondbacks  | 1998        | 407 pés (124 m)        | Retro-moderno          | Retractable  |
|        | Citi Field                  | 41,922     | Queens, New York           | Grama            | New York Mets         | 2009        | 408 pés (124 m)        | Retro-clássico         | Open         |
|        | Citizens Bank Park          | 42,792     | Philadelphia, Pennsylvania | Grama            | Philadelphia Phillies | 2004        | 401 pés (122 m)        | Retro-clássico         | Open         |
|        | Comerica Park               | 41,083     | Detroit, Michigan          | Grama            | Detroit Tigers        | 2000        | 420 pés (128 m)        | Retro-clássico         | Open         |
|        | Coors Field                 | 50,144     | Denver, Colorado           | Grama            | Colorado Rockies      | 1995        | 415 pés (126 m)        | Retro-clássico         | Open         |
|        | Dodger Stadium              | 56,000     | Los Angeles, California    | Grama            | Los Angeles Dodgers   | 1962        | 395 pés (120 m)        | Moderno                | Open         |
|        | Fenway Park                 | 37,755     | Boston, Massachusetts      | Grama            | Boston Red Sox        | 1912        | 390 pés (119 m)        | Caixa de jóias         | Open         |
|        | Globe Life Field‡           | 40,300     | Arlington, Texas           | Grama artificial | Texas Rangers         | 2020        | 407 pés (124 m)        | Retro-moderno          | Retractable  |
|        | Great American Ball Park    | 42,319     | Cincinnati, Ohio           | Grama            | Cincinnati Reds       | 2003        | 404 pés (123 m)        | Retro-moderno          | Open         |
|        | Guaranteed Rate Field       | 40,615     | Chicago, Illinois          | Grama            | Chicago White Sox     | 1991        | 400 pés (122 m)        | Moderno Retro-clássico | Open         |
|        | Kauffman Stadium            | 37,903     | Kansas City, Missouri      | Grama            | Kansas City Royals    | 1973        | 410 pés (125 m)        | Moderno Retro-moderno  | Open         |
|        | LoanDepot Park‡             | 36,742     | Miami, Florida             | Grama artificial | Miami Marlins         | 2012        | 407 pés (124 m)        | Contemporâneo          | Retractable  |
|        | Minute Maid Park‡           | 41,168     | Houston, Texas             | Grama            | Houston Astros        | 2000        | 409 pés (125 m)        | Retro-moderno          | Retractable  |
|        | Nationals Park              | 41,339     | Washington, D.C.           | Grama            | Washington Nationals  | 2008        | 402 pés (123 m)        | Retro-moderno          | Open         |
|        | Oakland Coliseum            | 46,847     | Oakland, California        | Grama            | Oakland Athletics     | 1966        | 400 pés (122 m)        | Multiuso               | Open         |
|        | Oracle Park                 | 41,265     | San Francisco, California  | Grama            | San Francisco Giants  | 2000        | 391 pés (119 m)        | Retro-clássico         | Open         |
|        | Oriole Park at Camden Yards | 45,971     | Baltimore, Maryland        | Grama            | Baltimore Orioles     | 1992        | 410 pés (125 m)        | Retro-clássico         | Open         |
|        | Petco Park                  | 40,209     | San Diego, California      | Grama            | San Diego Padres      | 2004        | 396 pés (121 m)        | Retro-moderno          | Open         |
|        | PNC Park                    | 38,747     | Pittsburgh, Pennsylvania   | Grama            | Pittsburgh Pirates    | 2001        | 399 pés (122 m)        | Retro-clássico         | Open         |
|        | Progressive Field           | 35,041     | Cleveland, Ohio            | Grama            | Cleveland Indians     | 1994        | 410 pés (125 m)        | Retro-moderno          | Open         |
|        | Rogers Centre‡              | 49,282     | Toronto, Ontario           | Grama artificial | Toronto Blue Jays     | 1989        | 400 pés (122 m)        | Multiuso               | Retractable  |
|        | T-Mobile Park‡              | 47,929     | Seattle, Washington        | Grama            | Seattle Mariners      | 1999        | 401 pés (122 m)        | Retro-moderno          | Retractable  |
|        | Target Field                | 38,544     | Minneapolis, Minnesota     | Grama            | Minnesota Twins       | 2010        | 404 pés (123 m)        | Retro-moderno          | Open         |
|        | Tropicana Field†            | 25,000     | St. Petersburg, Florida    | Grama artificial | Tampa Bay Rays        | 1990        | 404 pés (123 m)        | Moderno Indoor         | Fixed        |
|        | Truist Park                 | 41,084     | Cumberland, Georgia        | Grama            | Atlanta Braves        | 2017        | 400 pés (122 m)        | Retro-moderno          | Open         |
|        | Wrigley Field               | 41,649     | Chicago, Illinois          | Grama            | Chicago Cubs          | 1914        | 400 pés (122 m)        | Caixa de jóias         | Open         |
|        | Yankee Stadium              | 47,309     | Bronx, New York            | Grama            | New York Yankees      | 2009        | 408 pés (124 m)        | Retro-clássico         | Open         |